# Lucian Bode
Lucian Nicolae Bode (n. 27 octombrie 1974, Valcău de Jos, Sălaj, România) este un politician român, membru al Partidul Național Liberal. Lucian Bode a condus Ministerul Transporturilor, Infrastructurii și Comunicațiilor în cadrul Guvernului Ludovic Orban. El a mai condus Ministerul Economiei în cadrul Guvernului Mihai Răzvan Ungureanu. A condus Ministerul de Interne din 23 decembrie 2020 în cadrul Guvernului Florin Cîțu și din 25 noiembrie 2021 până în iunie 2023 în cadrul Guvernului Nicolae Ciucă.
În 1998 a absolvit Facultatea de Electrotehnică și Informatică a Universității din Oradea, având diploma de licență ca inginer electromecanic.
În mai 2023, Consiliul Național de Etică a constatat că Lucian Bode nu a plagiat în cartea sa bazată pe teza sa de doctorat.